# Батаен, Вениамин Леонтьевич
Вениамин Леонтьевич Батаен (1910—1989) — заслуженный мастер спорта СССР по велоспорту (1946).

## Достижения
Один из сильнейших в истории советского велосипедного спорта гонщиков-трековиков.
Выступал в соревнованиях по велосипедному спорту за «Динамо» (Иркутск), с 1934 года — «Спартак» (Ленинград), с 1943 года — «Динамо» (Москва).
36-кратный чемпион СССР (1936, 1938, 1940, 1943—1945, 1947—1950).
Установил 32 рекорда СССР в различных видах трековой программы.
Автор книги «Велосипедные гонки».